# U-Bahnhof Universität (München)
Der U-Bahnhof Universität ist eine unterirdisch gelegene Station der Münchner U-Bahn. Er liegt im Verlauf der ersten Stammstrecke im Stadtbezirk Maxvorstadt der bayerischen Landeshauptstadt München.
Der unterhalb der Ludwigstraße errichtete Bahnhof wurde am 19. Oktober 1971 dem Verkehr übergeben. Damit zählt er zu den ersten U-Bahnhöfen Münchens. Er erschließt die benachbarte Ludwig-Maximilians-Universität, weitere umliegende kulturelle Einrichtungen und Wohngebiete. Der U-Bahnhof wird von den U-Bahnlinien U3 und U6 bedient. Eine Verknüpfung mit weiteren Linien des Münchner Nahverkehrs besteht an oberirdischen Haltestellen des Busnetzes.

## Bahnhofsanlage
Die Ausgestaltung des U-Bahnhofs wurde durch den Architekten Paolo Nestler entworfen. In den Zwischengeschossen befinden sich mehrere Cafés sowie im nördlichen Zwischengeschoss die AkademieGalerie. Hier können Studenten und Absolventen der Akademie der Bildenden Künste München ihre Werke ausstellen; sie ist vom übrigen Zwischengeschoss durch eine Glaswand getrennt und für Passanten einsehbar.
Auf der Bahnsteigebene erfolgt der Zugang zu den Zügen über einen Mittelbahnsteig. Am Gleis 2 ist ein Defibrillator angebracht.

## Verkehr

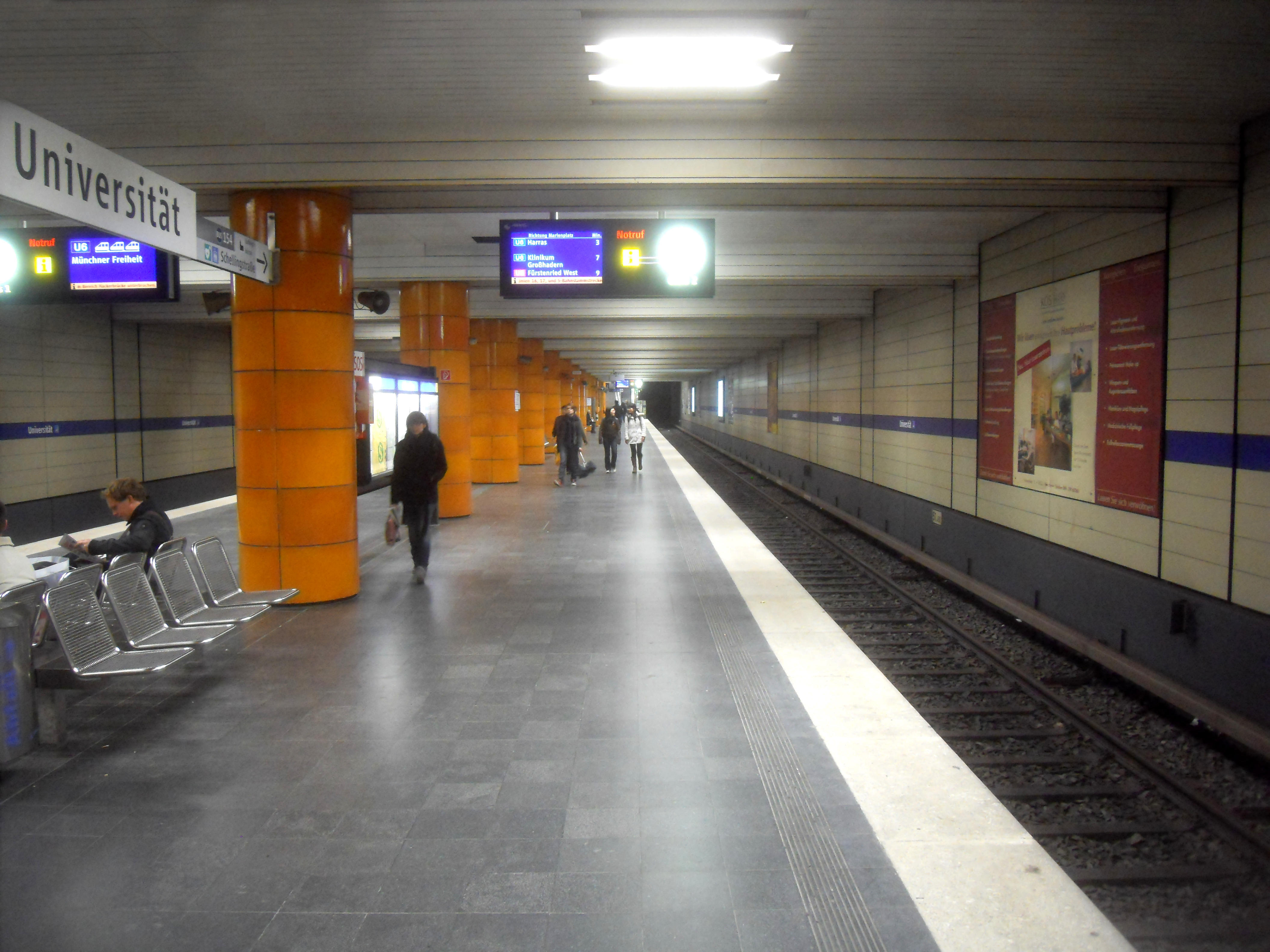
Die Bahnsteiganlagen des U-Bahnhofs Universität

Der U-Bahnhof Universität befindet sich an der ersten Stammstrecke des Münchner U-Bahn-Netzes. Beide Linien auf dieser Strecke bedienen den Bahnhof. Neben den Umsteigemöglichkeiten zwischen den U-Bahnlinien bestehen weitere zwei Buslinien, die an oberirdischen Haltestellen entlang der Ludwig- bzw. Schellingstraße halten und die Einbindung in das Netz des Münchner Nahverkehrs herstellen.
Über die Linie aus Garching werden die Nachbarstadt und die nördlichen Stadtteile Schwabing und Freimann sowie das Fußballstadion Allianz Arena erreicht. Die ab Münchner Freiheit abzweigende Linie U3 bindet den Olympiapark an. In Richtung Süden besteht die Verbindung zu den zentralen Umsteigepunkten Odeonsplatz, Marienplatz und Sendlinger Tor. Dort sind Umsteigemöglichkeiten zu den anderen beiden Stammstrecken der U-Bahn sowie der der S-Bahn vorhanden.
Im weiteren Verlauf der U3 werden die südlich gelegenen Stadtteile Thalkirchen und Fürstenried bzw. der U6 Sendling und Hadern angebunden.
Die U-Bahn-Linien werden von der Münchner Verkehrsgesellschaft bedient. Auf ihnen werden hochflurige U-Bahnfahrzeuge der Typen A, B und C eingesetzt. Es wird der Tarif des Münchner Verkehrs- und Tarifverbunds angewendet.
| Linie | Linienverlauf |
| ----- | --- |
| U3    | Moosach – (797 m) – Moosacher St.-Martins-Platz – (880 m) – Olympia-Einkaufszentrum – (1416 m) – Oberwiesenfeld – (1061 m) – Olympiazentrum – (944 m) – Petuelring – (832 m) – Scheidplatz – (793 m) – Bonner Platz – (1042 m) – Münchner Freiheit – (579 m) – Giselastraße – (744 m) – Universität – (788 m) – Odeonsplatz – (640 m) – Marienplatz – (884 m) – Sendlinger Tor – (843 m) – Goetheplatz – (677 m) – Poccistraße – (624 m) – Implerstraße – (849 m) – Brudermühlstraße – (1149 m) – Thalkirchen – (1129 m) – Obersendling – (785 m) – Aidenbachstraße – (782 m) – Machtlfinger Straße – (1195 m) – Forstenrieder Allee – (808 m) – Basler Straße – (936 m) – Fürstenried West |
| U6    | Garching-Forschungszentrum – (2560 m) – Garching – (1827 m) – Garching-Hochbrück – (4208 m) – Fröttmaning – (830 m) – Kieferngarten – (1431 m) – Freimann – (1087 m) – Studentenstadt – (660 m) – Alte Heide – (740 m) – Nordfriedhof – (813 m) – Dietlindenstraße – (712 m) – Münchner Freiheit – (579 m) – Giselastraße – (744 m) – Universität – (788 m) – Odeonsplatz – (640 m) – Marienplatz – (884 m) – Sendlinger Tor – (843 m) – Goetheplatz – (677 m) – Poccistraße – (624 m) – Implerstraße – (1236 m) – Harras – (837 m) – Partnachplatz – (760 m) – Westpark – (1084 m) – Holzapfelkreuth – (1050 m) – Haderner Stern – (1097 m) – Großhadern – (731 m) – Klinikum Großhadern   |

## Weiterführende Informationen